# Ancient Domains of Mystery
Ancient Domains of Mystery (kurz ADOM) ist ein englischsprachiges, Rogue-ähnliches Computerspiel, dessen erste Version 1994 erschien und das bis heute weiterentwickelt wird.

## Handlung
ADOM spielt in der Gebirgsregion Drakalor Chain innerhalb der Phantasiewelt Ancardia. Nach 6000 Jahren des Friedens treten beängstigende Phänomene auf: Gefährliche Höhlensysteme öffnen sich, und unbekannte Monster dringen in die Gebirgsregion ein. Der Magier Khelavaster entdeckt eine alte Prophezeiung, die besagt, dass die Mächte des Chaos in Ancardia einfallen werden und dass die abgelegene Bergkette Drakalor Chain Schauplatz eines Kampfes zwischen den Mächten des Chaos und einem unbekannten Helden sein werde, wobei letzterer obsiegen werde. Zahlreiche Helden werden vergeblich ausgeschickt, um die Prophezeiung zu erfüllen. Der Spieler ist ein weiterer dieser Abenteurer. Je nach Spielweise hält ADOM unterschiedliche Enden für den Spieler bereit.

## Spielprinzip und Technik
| ------                          |    | -                                       |  | Wand (waagerecht) |
| \|....\|000000############      | #  | Gang                                    |  |                   |
| \|....\|000000#0000000000#      | .  | Sichtbarer und/oder erforschter Bereich |  |                   |
| \|.$..+########000000000#       | $  | Goldmünzen                              |  |                   |
| \|....\|0000000#000000---+---   | +  | Eine Tür                                |  |                   |
| ------0000000#000000\|.....\|   | \| | Wand (senkrecht)                        |  |                   |
| 00000000000000#000000\|.!...\|  | !  | Ein Trank                               |  |                   |
| 00000000000000#000000\|.....\|  |    |                                         |  |                   |
| 00000000000000#000000\|..@..\|  | @  | Der Spieler                             |  |                   |
| 000----0000000#000000\|.....\|  |    |                                         |  |                   |
| 000\|..\|0000000#######+..D..\| | D  | Ein Drache                              |  |                   |
| 000\|<.+###0000#000000\|.....\| | <  | Treppe nach oben                        |  |                   |
| 000----00#0000#000000\|.?...\|  | ?  | Schriftrolle                            |  |                   |
| 000000000######000000-------    |    |                                         |  |                   |

Wie für Rogue-ähnliche Spiele typisch kann der Spieler zu Beginn des Spiels die Attribute seines Helden (Geschlecht, Rasse und Klasse) festlegen, die sich im Laufe des Spiels weiterentwickeln. Die Spielwelt besteht in der ursprünglichen Fassung nur aus farbigen ASCII-Zeichen. Auf einer Übersichtskarte des Drakalor Chain, die durch Erforschen des Spielers nach und nach aufgedeckt wird, befinden sich an festen Positionen Ortschaften und Dungeons, die vom Spieler betreten werden können. Die meisten Dungeons werden zufällig beim ersten Betreten generiert und ändern sich danach nicht mehr. Im Gegensatz zu den meisten Rogue-ähnlichen Spielen, deren Fokus auf der Spielmechanik liegt, hat ADOM einen viel größeren Story-Anteil. So gibt es eine Rahmenhandlung, und der Spieler bekommt häufig Quests, die er erledigen kann und welche teilweise die Story vorantreiben.

## Produktionsnotizen
ADOM wurde von Thomas Biskup aus Gelsenkirchen seit 1994 programmiert; Programmiersprache ist C. Das Spiel ist Freeware. Die Entwicklung pausierte zwischen 2003 und 2012, wurde wegen der anhaltenden Beliebtheit des Spiels aber wieder aufgenommen. 2011 wurde ADOM II: Legends of Ancardia veröffentlicht, eine auf Java basierende, erweiterte ADOM-Version. Im November 2015 wurde eine unter anderem um graphische Elemente sowie Hintergrundmusik erweiterte, kostenpflichtige Version von ADOM auf der Download-Plattform Steam bereitgestellt, im Oktober 2018 folgte eine Veröffentlichung auf der Plattform GOG.com.
Im Januar 2019 startete Designer Thomas Biskup eine Crowdfunding-Kampagne auf der Plattform Kickstarter mit dem Ziel, 5.000 Euro für die Finanzierung der Entwicklung eines Pen-&-Paper-Rollenspiels auf Basis des ADOM-Reglements. Binnen vier Wochen kamen im Rahmen der Kampagne über 20.000 Euro von Unterstützern zusammen. Eine Veröffentlichung des Rollenspiels wurde seitens Biskup auf August 2020 terminiert. Im Juli 2019 kündigte er an, wegen beruflicher Veränderungen nicht mehr am Pen-&-Paper-Rollenspiel weiterarbeiten zu können und die Unterstützer auszuzahlen.
2020 wurde ein kommerzielles Nachfolgespiel angekündigt, Ultimate ADOM - Caverns of Chaos, das eine dreidimensionale Darstellung des Spielgeschehens (in isometrischer Draufsicht) bietet, inhaltlich an ADOM anschließt und unter anderem ein Faktionssystem einführt. Das Spiel erschien im Februar 2021 auf Steam.

## Rezeption
Das US-Magazin Game Industry News stellte heraus, dass ADOM im Vergleich mit anderen Spielen des Rogue-like-Genres als schwer zu meistern gelte und dass die unterschiedlichen möglichen Kombinationen aus Rasse und Klasse unterschiedlich gut spielbare Spielercharaktere hervorbringe. Das Magazin lobte, die Komplexität des Spiels sei „der Wahnsinn“, es sei darüber hinaus bis in Details konfigurierbar und verfüge in der Steam-Version über einen „fantastischen“ Soundtrack. Kritisiert wurde die einfache Grafik. Das US-Magazin Rock, Paper, Shotgun setzte ADOM 2015 in seiner Liste The 50 Best RPG On PC auf Platz 28. Die PC World stellte heraus, dass ADOM ein sehr großes Spiel mit einer Spielzeit von mehreren Dutzend Stunden sei. Das Spiel verlange Gerissenheit, Mut, taktisches Vorgehen, vorsichtiges Erforschen und Experimentierwillen. Da das Spiel keine Ressourcen für Grafik aufwende, könne die Spielmechanik außerordentlich komplex sein.